# إينتشة برون
إينتشة برون (بالفارسية: اینچه‌برون) هي مدينة تقع في إيران في غلستان. يقدر عدد سكانها بـ 1,764 نسمة .